# Ulrich Baumgärtner (Historiker)
Ulrich Baumgärtner (* 6. Juni 1957 in München) ist ein deutscher Historiker.

## Leben
Er studierte Geschichte, Germanistik, Soziologie und Pädagogik an der Universität München. Nach dem 1. und 2. Staatsexamen war er Seminarlehrer für Geschichte am Karlsgymnasium München und zentraler Fachberater für die Seminarausbildung an Gymnasien in Bayern. Nach der Promotion 2000 und der Habilitation 2005 an der Universität München wurde er außerplanmäßiger Professor für Didaktik der Geschichte.
Er ist Mitglied im Redaktionsbeirat Praxis Geschichte und (Mit-)Herausgeber und (Mit-)Autor der Schulbuchreihe Horizonte (Anno) und der Reihe Themenhefte Geschichte.

## Schriften (Auswahl)
- als Herausgeber mit Waltraud Schreiber: Museumskonzeptionen. Präsentationsformen und Lernmöglichkeiten. München 1999, ISBN 3-8316-0275-1.
- Reden nach Hitler. Theodor Heuss – die Auseinandersetzung mit dem Nationalsozialismus. Stuttgart 2001, ISBN 3-421-05553-X.
- Transformationen des Unterrichtsfaches Geschichte. Staatliche Geschichtspolitik und Geschichtsunterricht in Bayern im 20. Jahrhundert. Idstein 2007, ISBN 3-8248-0526-X.
- Wegweiser Geschichtsdidaktik. Historisches Lernen in der Schule. Paderborn 2015, ISBN 3-8252-4399-0.